# Казанське намісництво
Каза́нське намі́сництво (рос. Казанское наместничество) — адміністративно-територіальна одиниця в Російській імперії в 1781–1796 роках. Адміністративний центр — Казань. Створене 1781 року на основі Казанської губернії. Складалося з 13 повітів. 31 грудня 1796 року перетворене на Казанську губернію.

## Карти

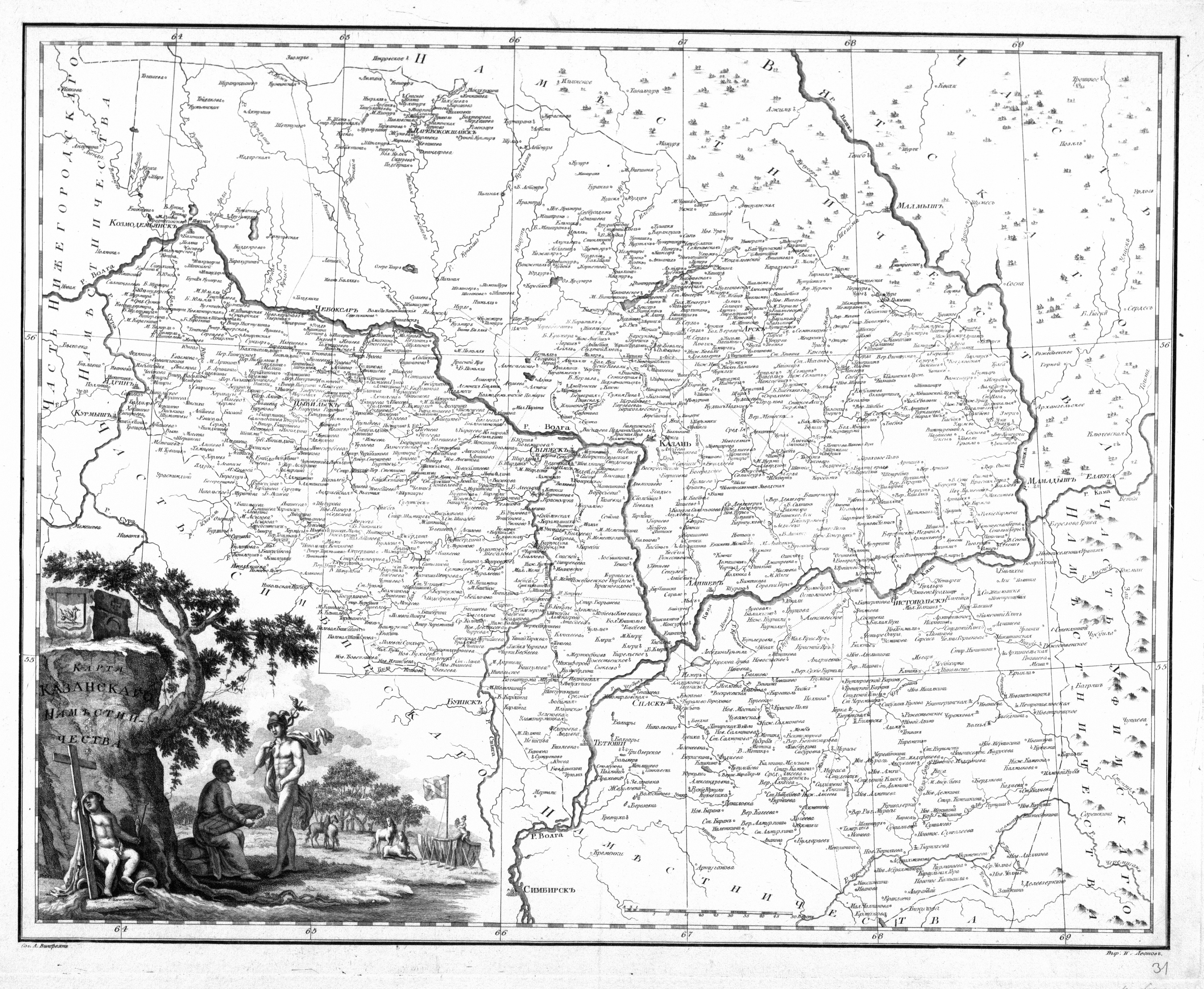
Російський атлас 1792
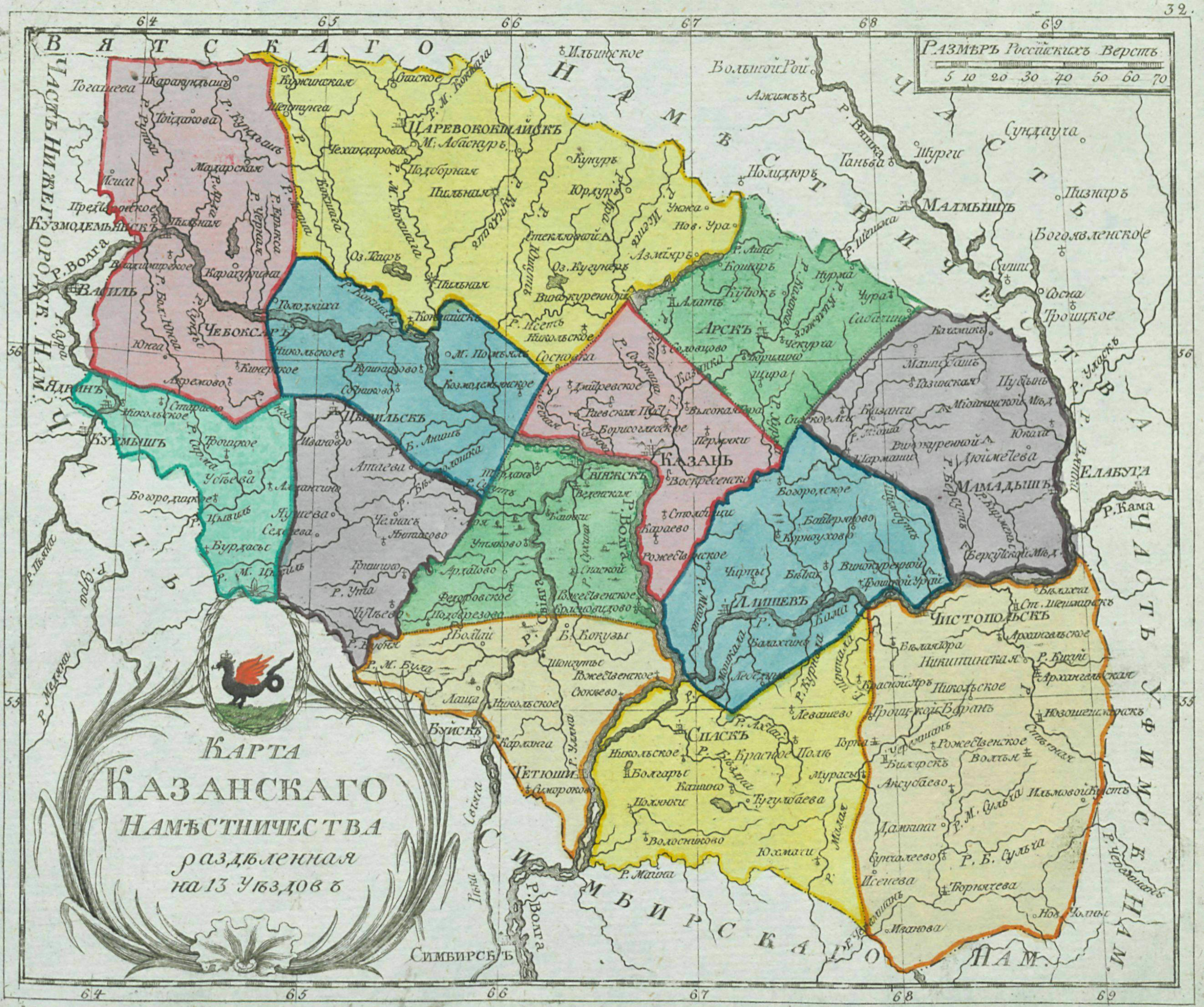
Атлас Російської імперії 1792
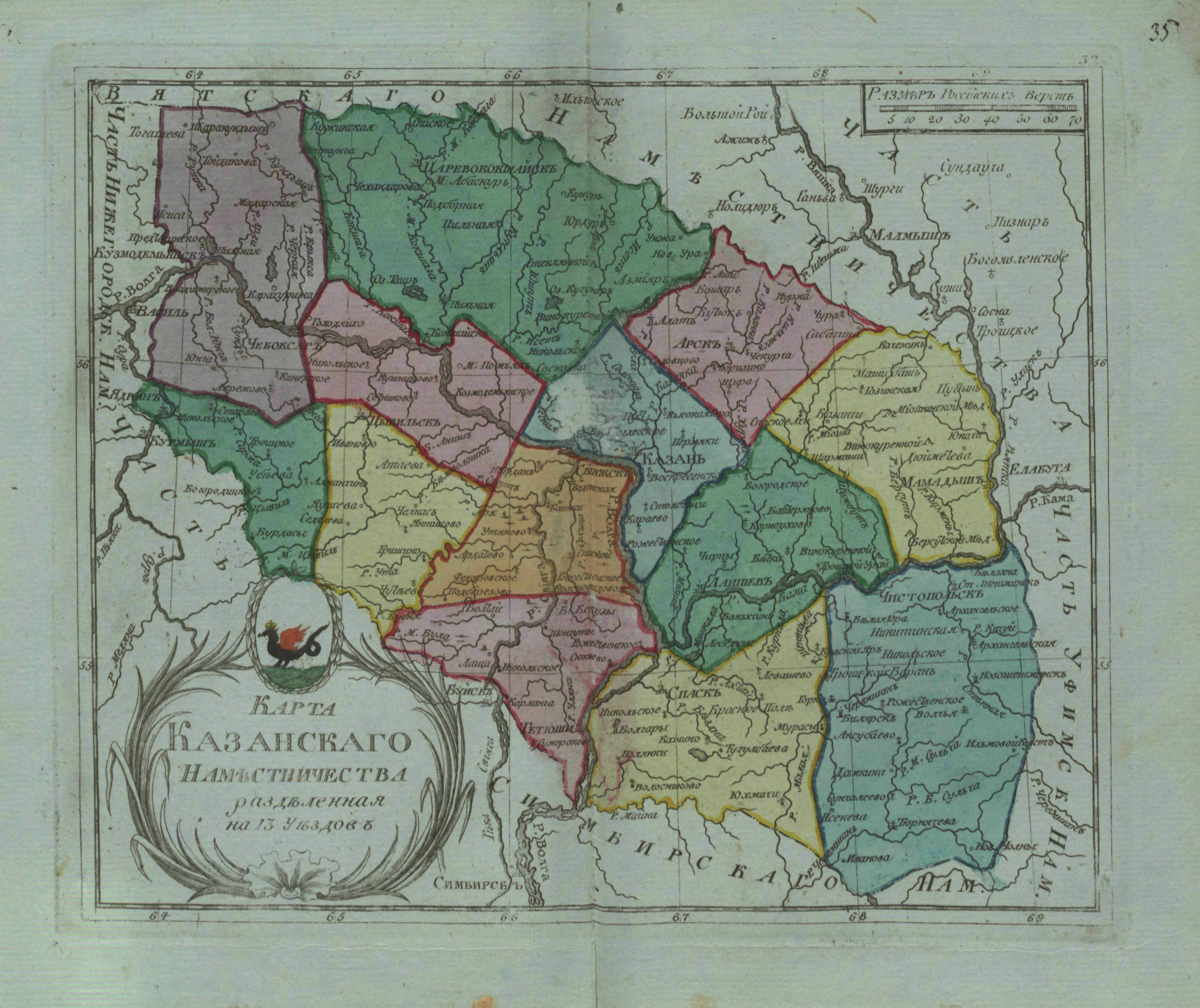
Атлас Російської імперії 1796